# زالومون هاين
زالومون هاين (بالألمانية: Salomon Heine)‏ هو مصرفي ألماني، ولد في 19 أكتوبر 1767 في هانوفر في ألمانيا، وتوفي في 23 ديسمبر 1844 في هامبورغ في ألمانيا.